# Erneido Oliva
Erneido Andres Oliva Gonzalez (né le 20 juin 1932 à Aguacate (en) et mort le 30 janvier 2020) est un militaire américain d'origine cubaine.
Il est le commandant adjoint des forces terrestres de la Brigade 2506 lors du débarquement de la baie des Cochons à Cuba en avril 1961.